# Elecciones al Parlamento Europeo de 2014 (Grecia)
En las elecciones al Parlamento Europeo de 2014 en Grecia, celebradas el 25 de mayo, se escogió a los representantes de dicho país para la octava legislatura del Parlamento Europeo. El número de escaños asignado a Grecia pasó de 22 a 21. La votación en Grecia se caracterizó por la victoria de la Coalición de la Izquierda Radical (SYRIZA), por lo que, sumando los escaños del Partido Comunista de Grecia (KKE), a nivel europeo, el Partido de la Izquierda Europea fue el que más escaños consiguió. Otro dato importante fue la obtención de 3 escaños por parte del partido neonazi Amanecer Dorado.

## Resultados
| Datos de participación | Datos de participación | Datos de participación |
| ---------------------- | ---------------------- | ---------------------- |
| Censo electoral        | 9.893.051              | 100%                   |
| Votantes               | 5.931.873              | 59,96                  |
| Abstención             | 3.961.177              | 40,04                  |
| Válidos                | 5.706.606              | 96,20                  |
| Inválidos              | 158.622                | 2,67                   |
| En blanco              | 66.872                 | 1,13                   |

| ← Elecciones al Parlamento Europeo de 2014 → |           |       |         |     |
| Partido                                      | Votos     | %     | Escaños | +/- |
| Coalición de la Izquierda Radical (SYRIZA)   | 1.516.699 | 26,58 | 6       | +5  |
| Nueva Democracia (ND)                        | 1.296.007 | 22,71 | 5       | -3  |
| Amanecer Dorado (XA)                         | 536.442   | 9,40  | 3       | +3  |
| Olivo - Alineación Democrática (ELIA)        | 457.585   | 8,02  | 2       | -6  |
| El Río (POTAMI)                              | 376.655   | 6,60  | 2       | +2  |
| Partido Comunista de Grecia (KKE)            | 347.487   | 6,09  | 2       | =   |
| Griegos Independientes (ANEL)                | 197.545   | 3,46  | 1       | +1  |
| Concentración Popular Ortodoxa (LAOS)        | 153.936   | 2,70  | 0       | -2  |
| Otros                                        | 824.250   | 14,43 | 0       |     |